# Kevin Lowe
Kevin Hugh Lowe (* 15. April 1959 in Lachute, Québec) ist ein ehemaliger kanadischer Eishockeyspieler, -trainer und -funktionär. Der Verteidiger bestritt zwischen 1979 und 1998 über 1400 Spiele für die Edmonton Oilers und die New York Rangers in der National Hockey League (NHL). In dieser Zeit gewann er insgesamt sechs Stanley Cups, fünf davon mit den Oilers sowie einen weiteren im Jahre 1994 mit den Rangers. Mit der kanadischen Nationalmannschaft gewann er unter anderem die Goldmedaille beim Canada Cup 1984. Nach seiner aktiven Karriere kehrte Lowe zu den Edmonton Oilers zurück und war für das Team unter anderem als Cheftrainer, General Manager und Präsident tätig. Im Jahr 2020 wurde Lowe mit der Aufnahme in die Hockey Hall of Fame ausgezeichnet, während seine Trikotnummer 4 von den Oilers seit November 2021 nicht mehr vergeben wird.

## Karriere
Lowe spielte während seiner Juniorenzeit zwischen 1976 und 1979 in der Ligue de hockey junior majeur du Québec (LHJMQ) bei den Remparts de Québec und war dort der erste Mannschaftskapitän, der englischsprachig aufgewachsen war. Nach ihrem Wechsel aus der World Hockey Association (WHA) sicherten sich die Edmonton Oilers ihn mit ihrem ersten Draftrecht im NHL Entry Draft 1979 in der ersten Runde als 21. Stelle die Transferrechte des Nachwuchsspielers.
Auf Anhieb schaffte der Verteidiger zur Saison 1979/80 den Durchbruch in der NHL. Auf sein Konto ging auch das erste NHL-Tor in der Geschichte der Oilers. Er zeichnete sich als Abwehrspieler sowohl durch seine starken defensiven Fähigkeiten, als auch durch sein gutes Spiel nach vorne aus. Doch vor allem seine Rolle, die er in der Mannschaft außerhalb des Eises innehatte, machte ihn zu einem besonders wertvollen Teil des Oilers-Teams, das bis 1990 fünfmal den Stanley Cup gewann. Er half dem Team die Abgänge von Stars wie Wayne Gretzky, Paul Coffey und Mark Messier zu verkraften.
Nach 13 Jahren verließ auch Lowe die Oilers. Er wechselte zu den New York Rangers, wo er auf zahlreiche Weggefährten aus Edmonton traf. Bis zu dieser Zeit war er auch regelmäßiger Teilnehmer am NHL All-Star Game, bei dem er insgesamt siebenmal nominiert war. Bei den Rangers konnte er in der Saison 1993/94 seinen sechsten Stanley Cup gewinnen. Zur Saison 1996/97 kehrte der Kanadier nach Edmonton zurück. Er startete auch noch in seine zweite Spielzeit dort, beendete aber nach nur sieben Spielen seine aktive Karriere.
Im Jahr 1998 stieß Lowe als Assistent zum Trainerstab der Oilers. Zur folgenden Spielzeit löste er Ron Low als Trainer ab. Durch seine Beförderung zum General Manager wurde er Nachfolger von Glen Sather, der nach New York zu den Rangers gewechselt war. Auch für die kanadische Eishockeynationalmannschaft war er als General Manager tätig. In dieser Rolle war er Teil des Teams, das die Goldmedaille bei den Olympischen Winterspielen 2002 in Salt Lake City errang.
Im Sommer 2008 wurde Lowe zum President of Hockey Operations der Oilers befördert und benannte Steve Tambellini als seinen Nachfolger auf dem Posten des General Managers. Diese Position hatte er bis Mitte der Saison 2014/15 inne, als er durch Peter Chiarelli ersetzt wurde. Zu seinen Ehren führte die LHJMQ die Trophée Kevin Lowe für den besten defensiven Verteidiger ein. Im Jahr 2020 wurde Lowe mit der Aufnahme in die Hockey Hall of Fame geehrt. Darüber hinaus sperrten die Edmonton Oilers seine Trikotnummer 4 mit einer feierlichen Zeremonie im November 2021.

## Erfolge und Auszeichnungen
| - 1978 LHJMQ Second All-Star Team - 1979 LHJMQ Second All-Star Team - 1984 Teilnahme am NHL All-Star Game - 1984 Stanley-Cup-Gewinn mit den Edmonton Oilers - 1985 Teilnahme am NHL All-Star Game - 1985 Stanley-Cup-Gewinn mit den Edmonton Oilers - 1986 Teilnahme am NHL All-Star Game - 1987 Stanley-Cup-Gewinn mit den Edmonton Oilers - 1988 Teilnahme am NHL All-Star Game - 1988 Stanley-Cup-Gewinn mit den Edmonton Oilers - 1989 Teilnahme am NHL All-Star Game | - 1990 Teilnahme am NHL All-Star Game - 1990 Stanley-Cup-Gewinn mit den Edmonton Oilers - 1990 Budweiser NHL Man of the Year Award - 1990 King Clancy Memorial Trophy - 1993 Teilnahme am NHL All-Star Game - 1994 Stanley-Cup-Gewinn mit den New York Rangers - 2003 Aufnahme in den Temple de la Renommée de la LHJMQ - 2020 Aufnahme in die Hockey Hall of Fame - 2021 Sperrung der Trikotnummer 4 durch die Edmonton Oilers - 2021 Order of Hockey in Canada |

### International
| - 1982 Bronzemedaille bei der Weltmeisterschaft - 1984 Goldmedaille beim Canada Cup - 2002 Goldmedaille bei den Olympischen Winterspielen (als Assistenz-General-Manager) | - 2004 Goldmedaille beim World Cup of Hockey (als Assistenz-General-Manager) - 2014 Goldmedaille bei den Olympischen Winterspielen (als General Manager) |

## Karrierestatistik

### International
Vertrat Kanada bei:
- Weltmeisterschaft 1982
- Canada Cup 1984

(Legende zur Spielerstatistik: Sp oder GP = absolvierte Spiele; T oder G = erzielte Tore; V oder A = erzielte Assists; Pkt oder Pts = erzielte Scorerpunkte; SM oder PIM = erhaltene Strafminuten; +/− = Plus/Minus-Bilanz; PP = erzielte Überzahltore; SH = erzielte Unterzahltore; GW = erzielte Siegtore; 1 Play-downs/Relegation; Kursiv: Statistik nicht vollständig)

### NHL-Trainerstatistik
(Legende zur Trainerstatistik: Sp oder GC = Spiele insgesamt; W oder S = erzielte Siege; L oder N = erzielte Niederlagen; T oder U = erzielte Unentschieden; OTL oder OTN = erzielte Niederlagen nach Overtime oder Shootout; Pts oder Pkt = erzielte Punkte; Pts% oder Pkt% = Punktquote; Win% = Siegquote; Resultat = erreichte Runde in den Play-offs)

## Familie
Lowe ist mit der kanadischen Skirennläuferin Karen Percy verheiratet, die unter anderem zwei Bronzemedaillen bei den Olympischen Winterspielen 1988 in Calgary gewann. Ihr Sohn Keegan Lowe schaffte ebenfalls den Sprung in die NHL.